# Henryk Rzewuski
Henryk Rzewuski [ejtsd: rzsevuszki] (Szlavuta (Volhinia), 1791. május 3. – csudnovi birtokán (Volhíniai kormányzóság), 1866. február 28.) lengyel író, publicista.

## Élete
Konzervatív grófi családban nevelkedett, ahol fontos volt a nemesei szabadságjogok tisztelete, a legitimizmus, a katolikus ortodoxia szelleme. Élesen szemben állt a liberalizmussal, a felvilágosodás eszmerendszerével. Francia neveltetésben részesült, világlátott ember volt, sokat utazott. Irodalmi munkásságának kezdete itáliai tartózkodásának idejére esik (1829–1832). Mickiewiczcsel jó barátságban volt, a Krímben és olasz földön is jártak együtt. Rzewuski a nagy sikerű anekdotáit a 18. századi nemesi életből merítette. 1841-ben létrehozta a pétervári irodalmi csoportot, melynek vezető ideológusa lett, a Tygodnik Petersburski folyóirat szerkesztőjeként is támogatta a mozgalmat. Ebben az újságban hozta nyilvánosságra a nemzeti függetlenség feladását és az orosz kormányzat iránti feltétlen lojalitását hirdető írásait. Később Varsóban Paszkievics mellett töltött be fontos hivatali tisztséget. A varsói orosz kormány szolgálatában a reakcionárius Dziennik Warszawski című lapot adta ki.

## Munkássága
- Első műve: Severin Soplica úr nevezetes dolgai (Párizs, 1839, 4 kötet, átdolgozva, Vilna, 1844 és 1845) feltűnést keltett.[2]
- Mieszaniny obyczajowe (Szokás-egyveleg, 1841–43)[3]
- Regényei közül említendők:
  - Listopad (Varsó, 1845)
  - Pazzlotowlosy (Az aranyhajú apród)
  - Zamek Krakowski (A krakkói vár, 1847–1848)
- Halála után jelent meg Próbki historyczne (Történeti próbák, 1868) című munkája.